# Józef Waczków
Józef Waczków (ur. 1 marca 1933 w Żyrardowie, zm. 15 grudnia 2004 w Warszawie) – polski tłumacz, poeta.

## Przekładał z języków
- czeskiego (Hašek, m.in. Dole i niedole dzielnego żołnierza Szwejka podczas wojny światowej (1991), Hrabal, Pavel, Kohout, Mácha, Halas, Holan, Seifert, Vančura)
- słowackiego (Sládkovič, Jaroš)
- francuskiego (Lautréamont, Breton, Gary, Sartre, Aragon)
- rosyjskiego (Pasternak, Błok, Ajgi)
- portugalskiego (poezje Camõesa)
- węgierskiego[1] (Hymn Węgier)[2].

Napisał książkę O sztuce przekładu (1998).
Był redaktorem miesięcznika „Literatura na Świecie”.